# Exile (gruppo musicale giapponese)
Gli Exile è un gruppo musicale j-pop giapponese di quattordici membri.
Il leader del gruppo è Hiro, che ha debuttato come membro degli Zoo sotto l'etichetta For Life Music, benché gli Exile abbiano pubblicato tutti i propri lavori con l'etichetta Rhythm Zone del gruppo Avex Group. Hiro ed il presidente della Avex Max Matsuura frequentavano la stessa scuola.

## Storia
L'attuale leader del gruppo, Hiro, era originariamente nel gruppo Zoo che si sciolse nel 1995. Nel 1999, Hiro fonda un nuovo gruppo musicale J Soul Brothers, che cambierà il proprio nome in Exile nel 2001. Il nome J Soul Brothers comunque sarà di nuovo tirato fuori, quando nel 2007 Hiro promuove il lancio di un nuovo gruppo composto da sette membri.
Atsushi e Shun sono i principali cantanti del gruppo. Nel novembre 2003, gli Exile hanno ricantato il singolo degli Zoo Choo Choo Train, per promuovere il terzo album degli Exile Exile Entertainment, che venderà oltre un milione di copie. Il singolo del 2004 Real World diventerà il loro primo singolo al numero uno della classifica Oricon.
Nel 2005 collaborano con il gruppo Glay per il singolo Scream, che arriva alla prima posizione della classifica Oricon e vende oltre 500 000 copie.
Nel dicembre 2005 il gruppo pubblica Tada...Aitakute e Yes! a marzo 2006. Entrambi i singoli arrivano alla prima posizione della classifica Oricon. Ciò nonostante, Shun abbandona il gruppo a marzo 2006 per intraprendere la carriera da solista. A settembre 2006 il gruppo trova un nuovo vocalist, Takahiro, che in precedenza aveva lavorato come acconciatore.
A febbraio 2007, il gruppo pubblica il singolo Michi, che diventa il primo numero uno per la nuova formazione degli Exile. L'album del 2007 Exile Love, diventa l'album più venduto in Giappone del 2008, con quasi un milione e mezzo di copie vendute. La raccolta Exile Ballad Best vende quasi un milione di copie nella prima settimana nei negozi mentre il singolo Ti Amo, viene certificato disco di platino dalla Recording Industry Association of Japan (RIAJ) per aver superato il milione di download. Inoltre il gruppo vince il Grand Prix Award in occasione della cinquantesima edizione del Japan Record Awards con Ti Amo.
Nel 2009, il brano degli Exile The Next Door viene utilizzato nella colonna sonora del videogioco Street Fighter IV. La versione registrata per il mercato occidentale è ricantata in inglese e ribattezzata The Next Door -Indestructible-. Il brano figura il featuring del rapper Flo Rida. Nello stesso anno il gruppo si fonde con i J Soul Brothers, raggiungendo l'attuale formazione di quattordici membri. L'anno si chiude con un'altra vittoria del Japan Record Awards, grazie al brano Someday.
Il 19 maggio 2010, Taiyō no Kuni (太陽の国?), scritta da Yasushi Akimoto e cantata da Exile, viene pubblicato per celebrare il ventesimo anniversario dell'insediamento dell'imperatore del Giappone Akihito. Tuttavia, il CD non è entrato in classifica.

## Formazione

### Performer
- Hiro, vero nome Hiroyuki Igarashi (五十嵐 広行?, Igarashi Hiroyuki) 1º giugno 1969 – leader del gruppo
- Makidai, vero nome Daisuke Maki (眞木 大輔?, Maki Daisuke) 27 ottobre, 1975
- Matsu, vero nome Toshio Matsumoto (松本 利夫?, Matsumoto Toshio), 27 maggio 1975.
- Usa, vero nome Yoshihiro Usami (宇佐美 吉啓?, Usami Yoshihiro), 2 febbraio 1977.
- Akira, vero nome Ryōhei Kurosawa (黒沢 良平?, Kurosawa Ryōhei), 23 agosto 1981 (membro dal 2006)
- Kenchi, vero nome Kenichirō Teratsuji (寺辻 健一郎?, Teratsuji Ken'ichirō), 28 settembre 1979.
- Keiji, vero nome Keiji Kuroki (黒木 啓司?, Kuroki Keiji), 21 gennaio 1980.
- Tetsuya, vero nome Tetsuya Tsuchida (土田 哲也?, Tsuchida Tetsuya), 18 febbraio 1981.
- Naoto, vero nome Naoto Kataoka (片岡 直人?, Kataoka Naoto), 30 agosto 1983.
- Naoki, vero nome Naoki Kobayashi (小林 直己?, Kobayashi Naoki), 10 novembre 1984.

### Vocalist
- Atsushi, vero nome Atsushi Satō (佐藤 篤志?, Satō Atsushi), 30 aprile 1980.
- Takahiro, vero nome Takahiro Tasaki (田崎 敬浩?, Tasaki Takahiro), 8 dicembre 1984

### Vocalist & performers
- Nesmith, vero nome Nesmith Ryuta Karimu (ネスミス・竜太・カリム?, Nesumisu Ryuta Karimu), 1º agosto 1983.
- Shokichi, vero nome Shokichi Yagi (八木 将吉?, Yagi Shokichi), 3 ottobre 1985.

### Ex componenti
- Shun, vero nome Shunsuke Kiyokiba (清木場 俊介?, Kiyokiba Shunsuke), 11 gennaio 1980

## Discografia

### Album
- 2002 - Our Style
- 2003 - Styles of Beyond
- 2003 - Exile Entertainment
- 2006 - Asia
- 2007 - Exile Evolution
- 2007 - Exile Love1
- 2009 - Aisubeki Mirai e
- 2011 - Negai no Tō
- 2012 - Exile Japan/Solo
- 2015 - 19: Road to Amazing World

### Compilation
- 2005 - Single Best
- 2005 - Select Best
- 2005 - Perfect Best
- 2008 - Exile Catchy Best
- 2008 - Exile Entertainment
- 2008 - Exile Ballad Best
- 2009 - Exile Perfect Year 2008 Ultimate Best Box

### Altri album
- 2003 - The Other Side of Ex Vol. 1
- 2004 - Appreciation to the Million Breakthrough
- 2004 - Heart of Gold: Street Future Opera Beat Pops